# Pycnandra benthamii
Pycnandra benthamii är en tvåhjärtbladig växtart som beskrevs av Henri Ernest Baillon. Pycnandra benthamii ingår i släktet Pycnandra och familjen Sapotaceae. Inga underarter finns listade i Catalogue of Life.